# Morar (Escòcia)
|  | Aquest article tracta sobre Morar, poble escocès. Vegeu-ne altres significats a «Morar». |

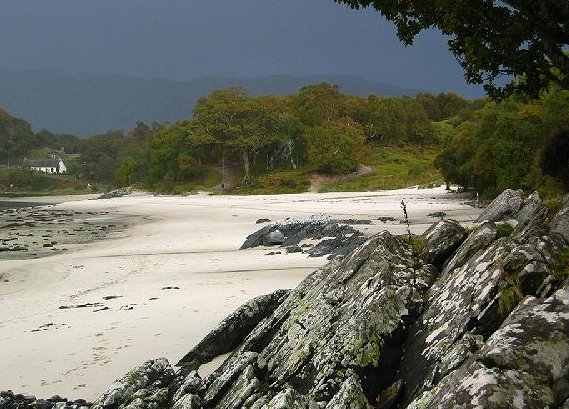
Morar Beach

Morar (Pronunciat: "mo-rer" accentuant damunt primera síl·laba) (escocès gaèlic: Mòrar) és un poble petit a la costa de l'oest d'Escòcia, 3 milles (5 km) al sud de Mallaig. El nom Morar és també aplicat al districte al voltant del poble.
Morar té una estació de ferrocarril de la línia  West Highland Line i es troba a l'A830, entre Fort William i Mallaig. És conegut per la Morar Beach, coneguda platja de sorres blanques, que ha sortit en la pel·lícula Local Hero, així com dins Breaking the Waves (Trencant les Ones). El loch Morar, el cos d'aigua dolça més profund de les Illes Britàniques, és proper, així com el Riu Morar que flueix del loch al mar.
Morar era una destinació de viatge d'hivern favorita del compositor anglès Arnold Bax (1883–1953), durant els anys 1930. Va treballar en la seva Tercera Simfonia i cada simfonia subsegüent durant les seves visites a l'Hotel d'allà.

## Història
La Batalla de Morar fou una batalla de clans escocesa de l'any 1602, entre el Clan MacDonald de Glengarry i el Clan Mackenzie.
Moltes cases en l'àrea van ser utilitzades com escoles d'entrenament per l'Executiu d'Operacions Especial durant la Segona Guerra Mundial. La Land, Sea and Islands Centre en Arisaig ha aprofundit en la connexió entre SOE i l'àrea i ha publicat un llibre en el tema.